# P53
p53, також відомий як білок 53, кодується у людини геном TP53, розташованим на короткому плечі 17-ї хромосоми (мишачий ген називають Trp53). За своєю природою p53  — фактор транскрипції. p53 регулює клітинний цикл і функціонує, як супресор пухлин. Його діяльність дуже важлива для багатоклітинних організмів, оскільки він допомагає запобігати виникненню раку, приблизно у 50 % злоякісно трансформованих клітин ген TP53 мутував, що дозволяє їм швидше накопичувати мутації в інших генах. p53 був описаний як «охоронець геному» або «ген-ангел-охоронець», посилаючись на його роль в збереженні стабільності геному.
Розташування гену TP53 у геномах різних ссавців:
- Миша — 11 хромосома
- Собака — 5 хромосома
- Корова — 19 хромосома
- Свиня — 12 хромосома
- Кінь — 11 хромосома

## Будова p53
У людини білок p53 складається з 393 амінокислотних залишків і має 5 доменів:
- N-кінцевий домен, що активує транскрипцію (англ. transcription-activation domain; TAD), амінокислоти 1—42;
- Багатий проліном домен, важливий для апоптотичній активності p53, складається з амінокислот 80—94;
- ДНК-зв'язуючий домен, до якого входять амінокислотні залишки 100–300. Його просторова структура представлена петлями, що дозволяють p53 взаємодіяти як з великим, так і з малим жолобками ДНК. Особливо важливу роль відіграють амінокислоти аргінін 248 та лізин 120. Для підтримання правильної конформації у ДНК-зв'язуючому домені міститься атом цинку (проте його роль відрізняється від такої у так званих «цинкових пальцях» — іншому типі ДНК-зв'язуючих мотивів)[4];
- Домен, що відповідає за утворення полімеру білка (олігомеризації), — залишки 307–355. Тетрамерізація дуже важлива для активності p53 in vivo;
- C-кінцевий домен, задіяний у від'єднанні доменів від ДНК, амінокислоти 356–393.

Мутації, що інактивують p53 при раковій трансформації, зазвичай трапляються у ДНК-зв'язуючому домені. Ці мутації призводять до нездатності білка p53 зв'язуватися з ДНК і, отже, виконувати функцію активатора транскрипції. Такі мутації звичайно є рецесивними.
Своєю назвою p53 завдячує молекулярній масі розрахованій за його рухливістю при електрофорезі в поліакриламідному гелі. Пізніше була розрахована реальна молекулярна маса цього білка за кількістю залишків амінокислот, і з'ясувалось, що вона становить всього 43,7 кДа. Ця різниця виникає завдяки високому числу кислих залишків проліну в p53, які уповільнюють його міграцію в поліакріламідних гелях, через що він здається масивнішим.

## Функції білка р53
Білок p53 не є життєво необхідним за нормальних умов. Так миші із делецією обидвох копій його гену нормально розвиваються і відрізняються від тварин дикого типу тільки однією ознакою — у них всіх за перші 10 місяців життя розвивається рак. Функції p53 необхідні тільки у стресових умовах, таких як нестача кисню, дія факторів, що викликають ушкодження ДНК (наприклад ультрафіолетове і γ-випромінювання) тощо.
Білок р53 є продуктом гена-супресора пухлини TP53 і експресується у всіх клітинах організму. Попри конститутивний характер експресії за нормальних умов він міститься у цитоплазмі в дуже низькій концентрації у зв'язку із нестабільністю. Найважливішою причиною такої нестабільності є взаємодія p53 із Mdm2 (людський білок зазвичай називають HDM2). Останній діє як убіквітин-лігаза і скеровує p53 на протеасомну деградацію.
При появі пошкоджень ДНК відбувається активація двох споріднених протеїнкіназ — ATM (англ. ataxia telangiectasia mutated) і ATR (англ. ATM-related), серед субстратів цих білків є так звані чекпойнт кінази Chk1 і Chk2. Останні здійснюють фосфорилювання великої кількості білків, серед яких і p53, що в результаті призводить до зупинки клітинного циклу. Фосфорильована форма p53 втрачає спорідненість із Mdm2, внаслідок чого стає значно більш стабільною і накопичується у клітині. Одночасно зростає здатність p53 стимулювати транскрипцію генів, що містять у регуляторній області нуклеотидну послідовність p53-response element (ділянка ДНК, з яким зв'язується білок р53). Відомо кілька десятків таких генів, до яких зокрема належить інгібітор циклін-залежних кіназ (CKI) p21. Цей білок приєднується до комплексів G1/S-Cdk і S-Cdk та пригнічує їхню активність, допомагаючи зупинити проходження клітинного циклу. Таким чином, р53 — фактор, який запускає транскрипцію групи генів і який активується при нагромадженні пошкоджень ДНК. Результатом активації р53 є зупинка клітинного циклу і реплікації ДНК, при сильному стресовому сигналі — запуск апоптозу.
До безпосередніх мішеней p53 експресію яких він активує належить також Mdm2. Таким чином формується негативний зворотний зв'язок: накопичення p53 призводить до збільшення рівня Mdm2, який у свою чергу пригнічує p53 не допускаючи його недоречної або надмірної активації. Mdm2 є не негативним регулятором p53, таку ж функцію виконує MDMX (також відомий як MDM4). Він хоч і не є убіквітин лігазою, але може пригнічувати активність p53 і сприяти його убіквітинуванню MDM2. У деяких типах ракових клітин спостерігається підвищена експресія MDM2 або/і MDMX.
У людських клітинах p53 задіяний у механізмах так званого реплікативного старіння — явища, яке полягає у тому, що клітини можуть ділитись тільки обмежену кількість раз (наприклад, 25—50 разів для фібробластів) через вкорочення теломер із кожним циклом реплікації ДНК. Коли довжина теломер сягає певної критичного мінімального значення, у клітині активується сигнальний шлях p53 відповіді на пошкодження ДНК.
Сигнальний шлях p53 може активуватись не тільки у разі пошкодження ДНК, а й захищати організм від інших загрозливих подій у клітині, наприклад анормальної мітогенної стимуляції. Так зокрема для клітин, що надекспресують онкогени Ras або Myc, не характерна надмірна проліферація, навпаки — у них зупиняється клітинний цикл і запускається апоптоз. Це пов'язано із білком Arf, що активується у таких випадках, він зв'язується із Mdm2 та пригнічує його, дозволяючи таким чином накопичення p53.
Окрім того, що p53 активує транскрипцію багатьох генів, було виявлено й інші механізми його функціонування. Зокрема, він може діяти як транскрипційний репресор, а також безпосередньо взаємодіяти у цитоплазмі із білками родини Bcl-2, роблячи прямий внесок у запуск внутрішнього шляху апоптозу.

### Проапоптична дія p53
У випадку, коли ушкодження ДНК не можуть бути репаровані, накопичення p53 призводить до активації транскрипції генів проапоптичних білків родини Bcl-2, що містять тільки BH3 домен, Puma (англ. p53 upregulated modulator of apoptosis) і Noxa. Вони забезпечують запуск внутрішнього (мітохондріального) шляху апоптозу. Окрім цього p53 може приєднуватись до антиапоптичних білків родини Bcl-2 на поверхні мітохондрій та інгібувати їх. Таким чином знешкоджуються клітин, що могли б в іншому випадку стати раковими.

## p53 у ракових клітинах
Близько 50 % типів ракових клітин містять мутантний ген TP53. Внаслідок цього ушкодження ДНК в них не призводить до зупинки клітинного циклу та апоптозу. Таким чином вони можуть накопичувати мутації і ставати ще більш злоякісними, а також і уникати реплікативного старіння. Окрім цього багато протиракових препаратів і радіотерапія діють шляхом активації p53-залежного апоптозу, а отже мутантні по його гену клітини одночасно і резистентніші до таких типів терапії.
Спадкове захворювання синдром Лі-Фраумені виникає внаслідок наявності однієї мутантної копії TP53 у генотипі особи, і проявляється у виникненні різних типів раку в перші 20 років життя внаслідок мутацій, що інактивують нормальну копію гену p53.
Через свою унікальну роль у запобіганні виникнення раку p53 є мішенню для деяких онкогенних вірусів. Наприклад геном папіломавірусів кодує білок E6, що зв'язується зі p53 і сприяє його деградації. Білки із схожими функціями наявні і в багатьох інших онковірусів. Мтуації у p53 можуть специфічно викликати і інші агенти, наприклад поліциклічні арени із тютюнового диму зв'язуються із конкретною ділянкою гену TP53 і викликають заміну залишку тиміну на залишок гуаніну. Ультрафіолетове випромінювання призводить до мутації p53 у ракових клітинах шкіри. У деяких випадках зміни навіть в одній копії цього гену достатньо для інактивації білка, оскільки p53 функціонує як тетрамер, наявність в якому навіть одного мутантного ланцюга може призвести до некоректного поводження.

## p53 і терапія раку
Враховуючи центральну роль p53 у розвитку ракових захворювань, він може бути вигідною мішенню для терапії. Перші зусилля в цьому напрямку були зосереджені в основному на генній терапії. Перші успішні клінічні дослідження цього підходу були здійснені у 1996 році компанією Introgen Therapeutics, проте впровадження такого методу в клініку затрималось. Тільки 2004 році доставка гену TP53 за допомогою аденовірусного вектора була схвалена в Китаї для лікування раку шиї та голови, це був перший випадок, коли генна терапія була схвалена до використання як рутинна процедура в клініці.
Інший підхід генної терапії, що базується на використанні p53 шляху, був розроблений групою Мак-Корміка. Вони також використовували аденовірус, проте він не здійснював трансдукції TP53, а був дефектний по гену білка E1B 55 кДа, що зв'язується із p53 та інактивує його. Таким чином цей вірус може нормально розмножуватись у ракових клітинах, що не мають функціонального p53, але не в здорових, які його мають. Терапія базована на такому ж принципі була схвалена до використання у Китаї.
Ще однією можливою стратегією терапії раку є використання низькомолекулярних сполук, що відновлюють активність p53. Частина із цих речовин зв'язуються із мутантним білком в трансформованих клітинах і змінюють його конформацію, повертаючи йому властивості дикого типу. Прикладом сполук такого типу є PRIMA1. Для лікування пацієнтів, у яких p53 не є мутованим, можна використовувати інший тип препаратів, а саме такі, що порушують взаємодію між p53 і MDM2, таким чином збільшуючи активність першого. Найбільш ефективною в цьому розмінні виявилась група речовин Нутліни (англ. Nutlins) розроблена дослідниками компанії Hoffmann-La Roche. Нутліни приєднуються до p53-зв'язуючої кишеньки MDM2, таким чином перешкоджаючи взаємодії цих двох білків. Використання цих сполук дозволяє зменшити розміри пухлин у піддослідних тварин. Інший низькомолекулярний активатор p53 - RITA - взаємодіє із самим p53, блокуючи його взаємодію із MDM2. Також розроблені препарати, що пригнічують функцію MDMX. Перелічені сполуки наразі не використовуються у клініці, проте широко застосовуються як інструменти в ракових дослідженнях.

## Історія відкриття та дослідження
Білок p53 був вперше відкритий відразу кількома групами 1979 року. Зокрема Девід Лейн та Лайонел Кроуфорд досліджували індуктори злоякісної трансформації клітин вірусу SV40. У цього вірусу є два білки із такою функцією, вони були названі великим і малим T-антигенами. Лейн і Кроуфорд помітили, що при використанні сироватки із тварин з пухлинами індукованими SV40 для імунопреципітації великого T-антигену разом із останнім осаджувався і невірусний білок із молекулярною масою 53 кДа. Подальші дослідження показали, що цей білок фізично взаємодіяв із великим T-антигеном. В той же час схожі спостереження зробили Деніел Лінцер та Арнольд Левайн із Пристонського університету, а також П'єр Мей із Франції, Роберт Керролл із США та Алан Сміт із Великої Британії.
Ліцнер та Левайн також помітили, що сироватка, яку вони використовували, мала здатність осаджувати той же білок із масою 53 кДа із тератокарцином — пухлин ембріонального походження не викликаних вірусом SV40. В той же час група Олда Ллойда з'ясувала, що при імунізації тварин невірусно трансформованими клітинами в них утворювались антитіла до цього білка. Варда Роттер продемонструвала, що надлишок білка масою 53  утворюється в клітинах інфікованих онкогенним ретровірусом — вірусом лейкемії мишей Абельсона. Таким чином стало зрозуміло, що він наявний у великих кількостях у злоякісно трансформованих клітинах різного походження, але його зовсім чи майже не можливо виявити у здорових клітинах.
Більшість лабораторій, що займались вивченням p53 на перших етапах, дали йому кожна іншу назву, що призвело плутанини в науковій літературі. Тільки у 1983 році на Першому міжнародному симпозіумі присвяченому p53, що проводився в Окстеді, вченим вдалось погодитись на варіанті p53. Така назва і закріпилась за білком, попри те, що згодом стало відомо, що вона є не зовсім коректною.

### З'ясування ролі p53 у розвитку пухлин
Перші дослідження p53 явно свідчили про його роль як онкогену: такі віруси як SV40 та аденовірус виробляють білки, які зв'язуються із ним і призводять до його накопичення, високі рівні цього білка були виявлені в ракових, але не нормальних клітинах. Проте, щоб остаточно довести, що p53 є онкобілком, потрібно було клонувати його ген і перевірити як його надекспресія впливатиме на клітини. 1983 року відразу кільком групам вдалось клонувати людський і мишачий гени p53, для цього в першу чергу використовували ракові клітини, в яких було найбільше продукту цього гену. Наступні спроби трансфікувати різні клітини отриманою кДНК виправдали очікування. У лабораторіях Дженкінса, Орена, Роттер та Вайнеберга було встановлено, що при надекспресії p53 він може призводити до імморталізації клітин, а разом із вже відомими онкогенними білками, такими як HRAS, викликати злоякісне переродження. Також було показано, що внаслідок надекспресії p53, зростала здатність ракових клітин утворювати пухлини in vivo.
Проте відразу ж з'явились деякі експериментальні дані, що суперечили припущенню про те, що p53 є онкобілком. Зокрема в кількох лабораторіях було встановлено, що багато вірусів, які викликають лейкемію, «вимикають» ген p53, група Роттер встановила, що в пухлинній лінії лейкемії людини HL60 TP53 майже повністю делетований. Нарешті 1989 року в лабораторії Лейвана отримали новий клон кДНК p53, на відміну від інших він не міг трансформувати клітин. Суперечливість експериментальних даних вдалось пояснити після секвенування використаних клонів і  порівняння їх нуклеотидних послідовностей із послідовністю гену дикого типу. Так стало зрозуміло, що в більшості ракових клітин, з яких і клонувався TP53 або Trp53, в ньому відбуваються мутації, і саме такі мутантні версії можуть сприяти злоякісному переродженню, тоді як продукт нормального гену є навпаки супресором пухлин.
В наступні роки було здобуто багато підтверджень того, що p53 є супресором пухлин. Так було показано спочатку на прикладі раку товстої кишки, а потім і на інших видах раку, що в злоякісно трансформованих клітинах дуже часто функція p53 втрачається внаслідок мутацій, делецій або комбінації обидвох. Також з'ясувалось, що алель дикого типу може пригнічувати злоякісне переродження клітин у культурі, викликане потужними онкогенами HRAS та MYC. Згодом встановлено, що людський синдром Лі-Фраумені викликається мутаціями у гені TP53, і були отримані миші із нокаутом Trp53, що мали підвищену схильність до розвитку ракових пухлин, особливо лімфом. Також вдалось пояснити, чому деякі онковіруси збільшують концентрацію p53 в клітині. Генетична інформація як SV40 так і аденовірусу представлена у формі ДНК, щоб її реплікувати вони намагаються запустити S-фазу клітинного циклу, під час якої зможуть використовувати клітинні ферменти і субстрати для копіювання власної ДНК. Проте сигнальні шляхи, пов'язані із p53 можуть розпізнати таку невчасну S-фазу та індукувати апоптоз. Тому віруси також виробляють білки, такі як великий T-антиген SV40 і E1B аденовірусу, які зв'язуються із p53 і призводять до його накопичення в неактивній формі. Інші віруси, такі як папіломавірус людини використовують інші стратегії пригнічення p53.